# Aghtsk
Aghtsk (in armeno Աղձք?, chiamato anche Aghts'k’ / Aghdzq; precedentemente Akhs / Akis / Hakhs e Dzorap / Ծորափ) è un comune dell'Armenia di 1 797 abitanti (2010), sulle pendici del monte Aragats nella provincia di Aragatsotn. Il paese possiede un grande complesso funerario del IV secolo. Secondo il folklore armeno, Sapore II di Persia esumò le ossa dei re armeni e le portò in Persia prendendo simbolicamente il potere in Armenia; quando Vassak Mamikonian sconfisse i Persiani e reclamò le ossa dei monarchi Arsacidi, li seppellì ad Aghtsk. Si possono vedere ancora oggi resti del complesso e di una basilica del IV secolo; presso il paese si trova anche la fortezza di Amberd.

## Paesi e villaggi limitrofi
- Agarak
- Ashtarak
- Byurakan
- Oshakan
- Parpi
- Tegher